# Carmenta (djur)
Carmenta är ett släkte av fjärilar. Carmenta ingår i familjen glasvingar.

## Bildgalleri

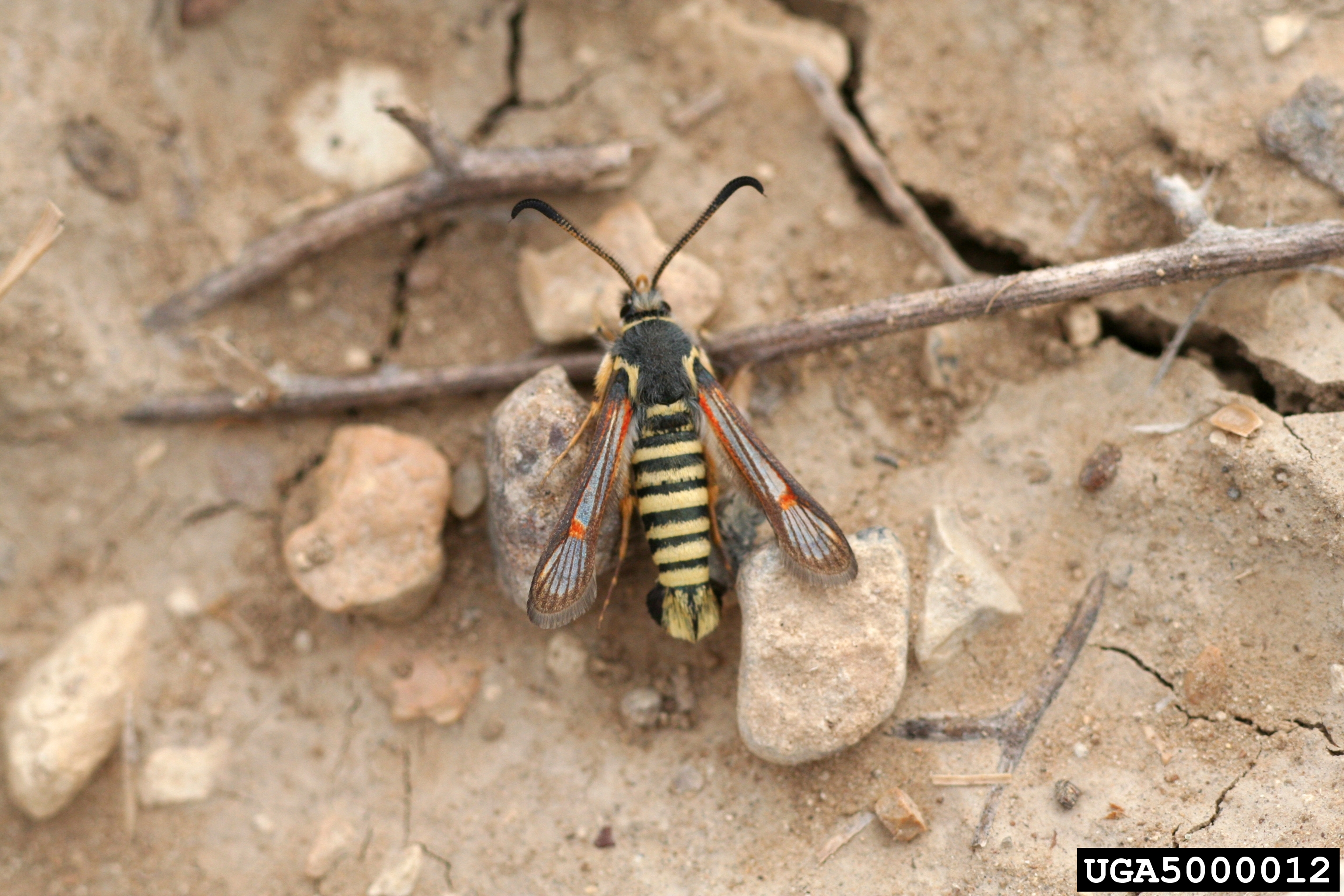
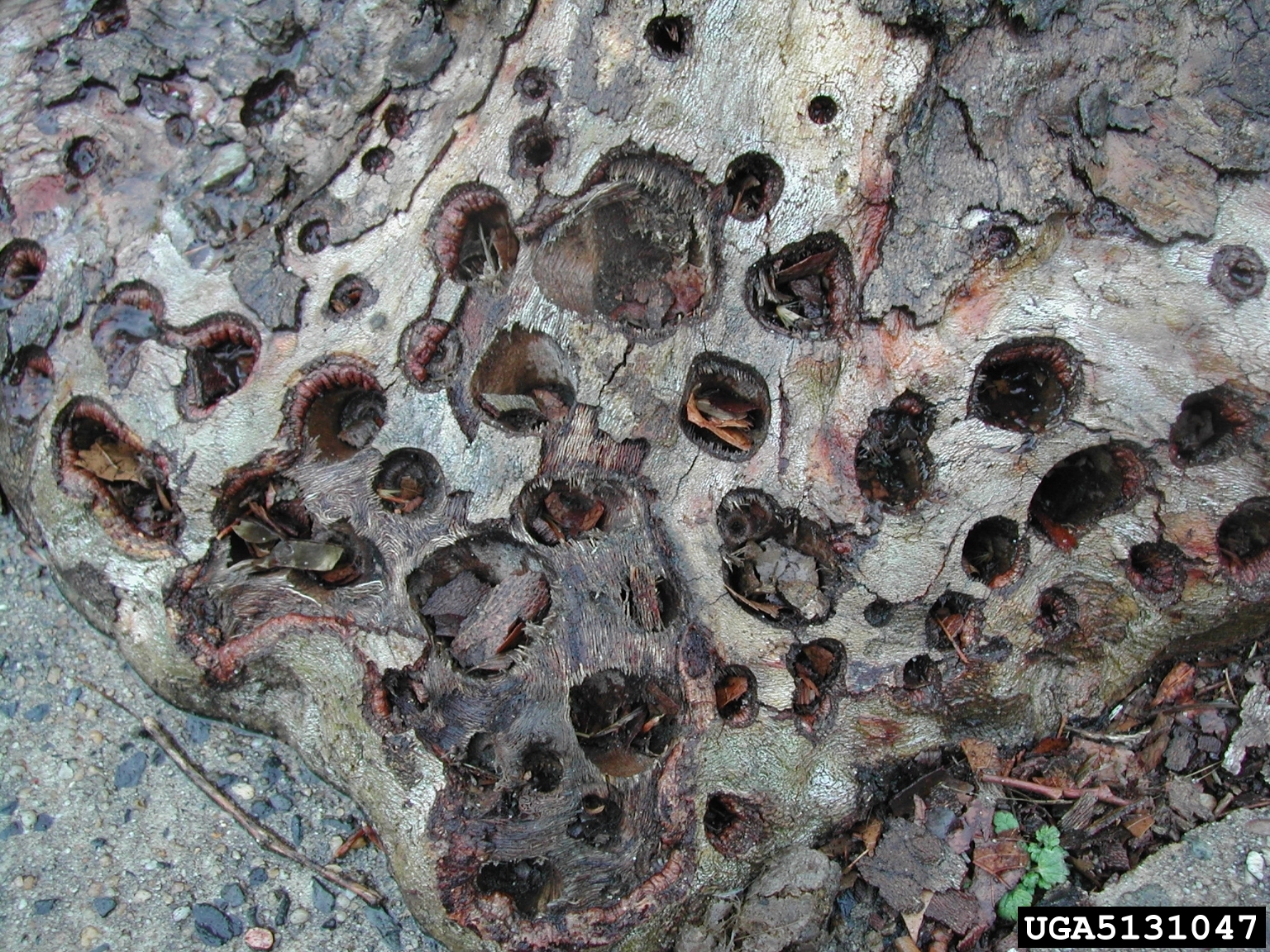
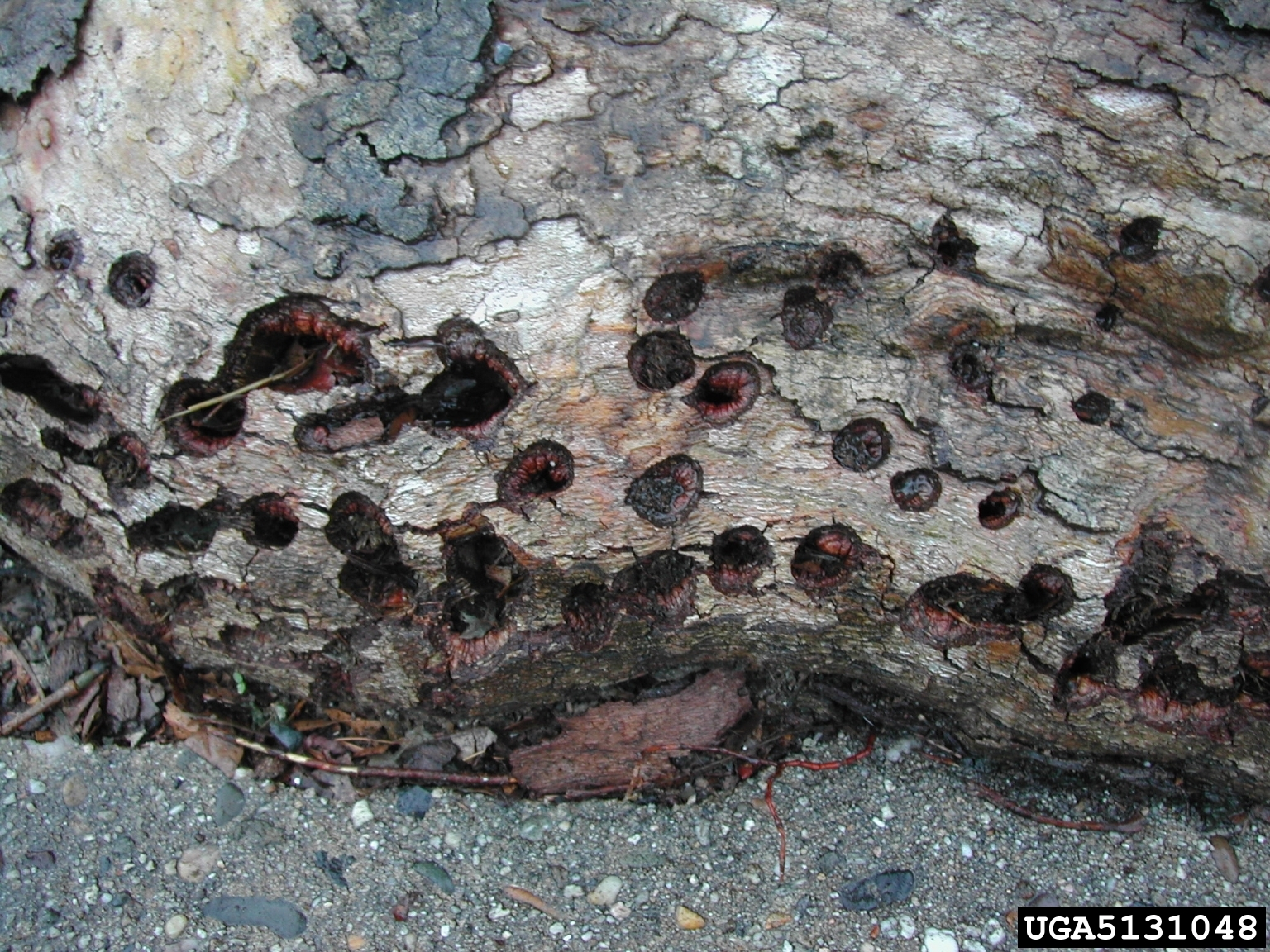
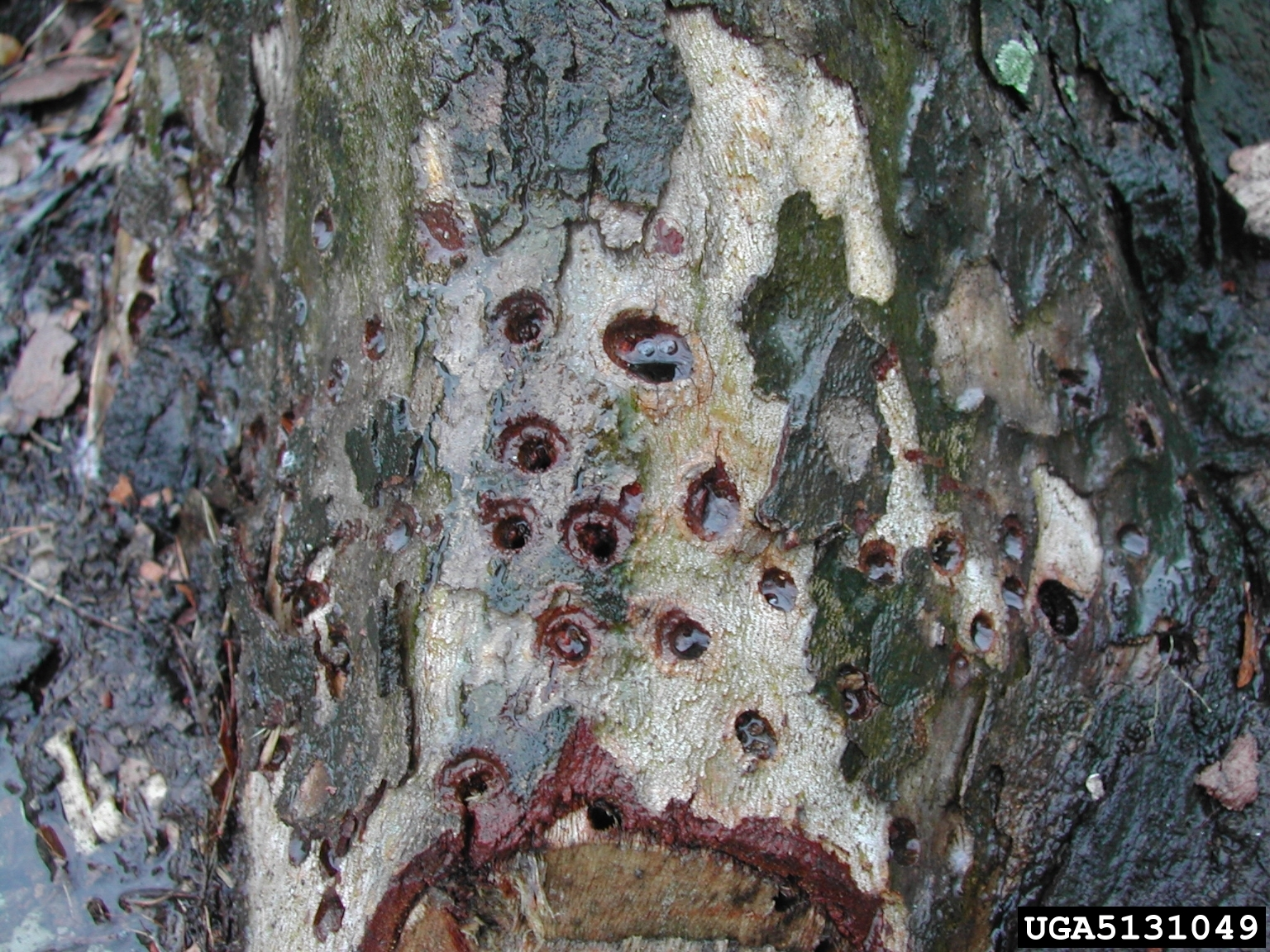
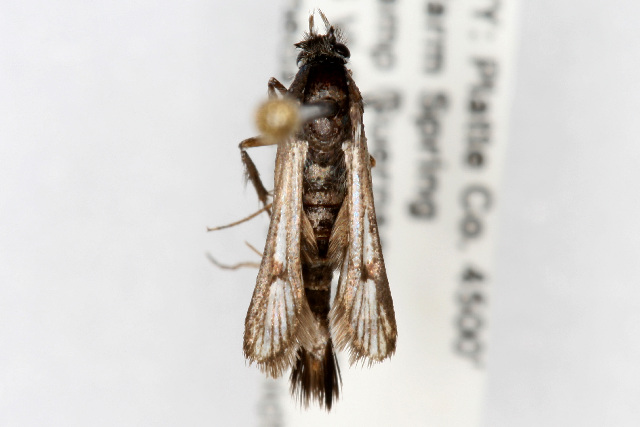

## Dottertaxa tillCarmenta, i alfabetisk ordning[1]
- Carmenta albociliata
- Carmenta anthracipennis
- Carmenta apache
- Carmenta aurantis
- Carmenta aureopurpurea
- Carmenta auritincta
- Carmenta austini
- Carmenta bassiformis
- Carmenta bollii
- Carmenta caieta
- Carmenta candescens
- Carmenta chrysophanes
- Carmenta comes
- Carmenta commoni
- Carmenta consimilis
- Carmenta corni
- Carmenta corusca
- Carmenta deceptiva
- Carmenta engelhardti
- Carmenta eupatorii
- Carmenta florisantella
- Carmenta giliae
- Carmenta helenis
- Carmenta imitata
- Carmenta infirma
- Carmenta ithacae
- Carmenta lustrans
- Carmenta melanocera
- Carmenta morula
- Carmenta nigella
- Carmenta nigra
- Carmenta odda
- Carmenta ogalala
- Carmenta panyasis
- Carmenta prosopis
- Carmenta pyralidiformis
- Carmenta querci
- Carmenta quercus
- Carmenta sanborni
- Carmenta sexfasciata
- Carmenta suffusata
- Carmenta tecta
- Carmenta texana
- Carmenta torrancia
- Carmenta welchelorum
- Carmenta verecunda
- Carmenta vitrina
- Carmenta wittfeldii
- Carmenta woodgatei
- Carmenta xanthogyna